# Saturninus Cythénas
Pour les articles homonymes, voir Saturninus.
Saturninus Cythénas, que l'on connaît uniquement par Diogène Laërce (IX, 116), dont il semble contemporain (IIIe siècle apr. J.-C.), est un philosophe appartenant à l'école sceptique pyrrhonienne et ayant succédé au précédent chef de cette dernière, Sextus Empiricus ; comme lui, il était également médecin de l'école empirique. On ne sait rien d'autre de lui.